# Albà Rosell i Llongueras
Albà Rosell i Llongueras   (Sabadell, 18 de febrer de 1881 - 29 de maig de 1964) fou un pedagog racionalista, naturista i defensor de la via independentista com a forma d'emancipació de la classe treballadora catalana.

## Biografia
Era el fill d'un filador que havia estat afiliat a l'Associació Internacional de Treballadors (AIT). A l'escola va conèixer els germans Facund i Mateu Morral. El 1889 assistí amb el seu pare a la seva primera manifestació obrera. Amb onze anys ja treballava al ram tèxtil. Amb catorze es va sindicar en el seu ram i va organitzar els perruquers, ofici que també exercia.
Feu de corresponsal a Sabadell del periòdic lerrouxista El Progreso, i va intervenir en diversos mítings en defensa dels camperols andalusos acusats de formar part de la Mano Negra.
Amb dinou anys dirigí la publicació El Trabajo de Sabadell. Gran lector, anà forjant-se culturalment i políticament de forma autodidacta.
Convençut del valor educatiu del lleure entre els obrers, participà activament en activitats teatrals. Actuà en grups d'aficionats en el Centre Líric i Dramàtic i fundà l'Agrupació Dramàtica Ibsen, on hi participaren Mainé, Mateu Morral, Cranes, Duran i, Rosendo Vidal. Fou un dels fundadors del Centre Fraternal de Cultura.
Preocupat per l'educació, fou secretari de la Institución Libre de Enseñanza de Sabadell fins al 1903, en què la deixà a causa de discrepàncies amb el seu apoliticisme. Com molts mestres racionalistes que procedien de sectors de treballadors manuals arribaren a la docència moguts per canviar les condicions personals i socials d'obrers i camperols.
El 1904, amb vint-i-tres anys, Albà Rosell i la seva companya Esperança Figueras s'encarreguen de l'escola racionalista del veïnat de les Mallorquines, a Montgat. Tingué dificultats amb la inspecció per legalitzar la seva escola. Rafael Rodríguez Méndez, membre del Partit Republicà Radical i rector de la Universitat de Barcelona, com a màxima autoritat educativa, va facilitar-ne l'aprovació.
L'intent de regicidi de 1906 tingué com a reacció la repressió i tancament de nombroses escoles racionalistes, laiques o protestants. Fou clausurada l'escola de Les Mallorquines i Rosell i la seva companya retornaren a Sabadell. Allà impulsaren l'obertura de l'Escola Integral que aparegué com l'alternativa, dins l'obrerisme, a la Institución Libre de Enseñanzat sabadellenca. Però, també, fou clausurada el març de 1907.
Albà Rosell passà a ser mestre de l'Escola Progressiva. Al mateix temps inicià la publicació de la revista Cultura, de curta durada, des d'on continuà defensant la seva proposta educativa en sintonia amb la pedagogia de Paul Robin, tot combatent la Institución Libre de Enseñanza de Sabadell dirigida per F. Palasí. Així mateix, vindicava la necessitat de crear una Biblioteca Popular per a obrers, un element important per a la seva culturització.
Els fets de la Setmana Tràgica de 1909 l'induïren a marxar a l'Amèrica Llatina. Va arribar a l'Argentina, però, poc després, es va establir amb la seva parella Esperança i el seu fill Avenir Rosell i Figueras a l'Uruguai. Entre 1909 i 1912 fou redactor de Los Anales de Instrucción Primaria i de l'Enciclopedia de Educación. El 1911 fundà, juntament amb Herminio Calabaza, la Liga Popular para la Educación Racional de la Infancia. Aquell mateix any publicà Coeducación. El 1913 va organitzar la primera escola racionalista a d'Uruguai.
L'any 1915 va retornar a Catalunya i va fer de mestre a escoles racionalistes de Lloret de Mar. Després marxà a regentar, entre 1917 i 1918, l'Escola Lliure d'Alaior (Menorca) que havia fundat el també sabadellenc Joan Duran i Pineda el 1908. Tot seguit s'encarregà de l'escola racionalista de poble valencià de Carlet.
Són anys que s'interessà vivament pel naturisme i el seu caràcter d'alliberació i reforma social. El 1922 creà la revista El Naturista des d'on contribuí a la definició i estructuració del moviment naturista i impulsà l'organització un centre naturològic.
El 1923 li oferiren de fer de mestres a l'Escola Lliure de Terrassa, però marxà definitivament a Montevideo. Allà treballà al Congreso de Enseñanza i fou redactor de El Diario i La Mañana. Col·laborà en diverses publicacions com La Calle, La República i El Mundo.
A Uruguai va col·laborar amb els cercles separatistes de Manuel Massó i Llorens. El 1928 va ser un dels fundadors, a Montevideo, del grup Avant. El qual fou molt crític amb l'actuació de Francesc Macià. Fou director de La Nova Catalunya (1928-1930), portaveu d'aquest corrent polític entre emigrants catalans.
Tant a Catalunya com a Uruguai va ser un actiu escriptor d'obres de caràcter pedagògic. També sobre política, teatre, poesia i d'obres per a infants i joves. Així com sobre la situació de la dona, els infants, i el naturisme, entre altres temàtiques. En totes es copsa la seva preocupació social des de posicions ideològicament progressistes. Només va tornar, l'any 1955, en un viatge turístic de tres mesos per Catalunya i Europa. Va morir a Montevideo el 24 de maig de 1964.

## L'educador
Albà Rosell parteix, com un ampli corrent anarquista, de què la revolució social havia d'anar precedida d'una conscienciació i transformació de la persona de l'obrer i el camperol. Per això era imprescindible una educació integral i personalment alliberadora. Donar cultura i sabers als treballadors ja era un acte revolucionari en si mateix. L'educació és entesa com una de les causes que porten a l'alliberament humà.
Rosell veu aquest camí en la proposta de l'Escola Moderna de Ferrer i Guàrdia. Però aviat es mostrarà crític amb el ferrerisme i cercarà una pedagogia més fidel a l'esperit anarquista.
Allunyant-se de Ferrer a qui admirava en molts aspectes, Albà Rosell propugnà el retorn al sentit original de l'escola integral que propugnà Paul Robin, basada en la raó, la llibertat i defugint tota organització repressiva. Criticà el ferrerisme per la manca de criteris clars i, especialment, pel que fa a la personalitat i dels drets de l'infant. Pensava que la preeminència, en el ferrerisme, del discurs ideològic sobre l'experiència educativa portaven a una ineficaç educació social i del caràcter.
Defensa la coeducació com a camí d'igualtat per la dona i d'assolir una veritable moral allunyada de tota hipocresia.
També cerca una renovació metodològica de l'educació que transformi la pràctica escolar allunyada de l'autoritarisme i fomentadora de la solidaritat i el pacifisme, tot, individualitzant l'aprenentatge. Sols aquest tipus d'educació conduirà a fer persones: "Conscients, lliures de prejudicis, posseïdors de voluntat pròpia i de caràcter ferm".
Sent mestre a Alaior reflexiona, al seu opuscle La guerra i la escuela, sobre el desastre de la Primera Guerra Mundial. Veu que és a l'escola, i no sols a la caserna, on es genera l'instint bèl·lic. L' educació per la pau només es pot assolir amb una educació integral, sense distinció ni de sexe ni de classe social.
Així mateix, farà una dura crítica a los Exploradores de España, creats el 1912 pel capità Teodoro Iradier, pel seu aire paramilitar. Molt evident des dels primers anys de la seva implantació a l'Espanya oficialista de l'època, darrera d'una aparença de companyonia i de contacte amb la natura. Tot reconeixent els valors educatius físics, socials i moral que aporta l'escoltisme.

## El naturisme
Albà Rosell és tingut com un dels definidors i impulsors del moviment naturista entre nosaltres i, posteriorment a Amèrica Llatina. La seva monografia Naturismo en acción, de 1922, exposa una concepció integral del naturisme que es presenta com una visió de la persona i de la societat basada en les formes de vida naturals. No pas com la percepció reduccionista d'entendre'l com una qüestió higienista i terapèutica. És, doncs, eina de regeneració humana i social que portarà una societat més feliç, tolerant i no dogmàtica.
El naturisme és per Rosell un canvi personal vers la bona alimentació i vers una vida senzilla, sòbria i sanitosa. Com a símptoma de solidaritat i progrés.
També, socialment, el naturisme ha de significar la lluita per la conservació de la natura i l'abolició de la propietat privada de la natura, el sòl i l'aigua.
Per aquest motiu ja el 1918 a El naturismo integral i el hombre libre alertava de què moltes de les colònies anarconaturistes autogestionades, que anaven sorgint, no tenien en compte la qüestió social i l'objectiu d'emancipació humana. Par tal de ser una via d'autèntic retorn a la Natura.
Aquesta concepció social i emancipadora la troben exposada a través de la seva novel·la En el país de Macobia.
Fixada la seva residència definitiva a Uruguai, treballa a favor d'aquest naturisme transformador de la persona i la societat. Per això, va combatre el mercantilisme que s'anava apoderant del naturisme.
També diferia d'alguns naturistes espanyols per la seva manca de projecte social i teòric. Una proposta didàctica en aquesta línia és el seu llibre de lectures escolars Albores, amb il·lustracions de Josep Renau, publicat el 1932.

## Obres
- El poder de la educación
- Naturismo en acción
- Naturismo y educación de la infancia
- Els Llaminer
- Plors del cors
- Artistes
- Els llenyataires
- El dret a la vida
- La fábrica
- Coeducación
- El cuartel y la escuela
- La guerra y la escuela
- L'actual moment històric i els problemes educatiu
- Instrucció i analfabetisme
- Recuerdos de un educador
- Albores
- En el país de Macrobia (c. 1928), 2° edición, Barcelona, Biblioteca Naturista[17]